# Mesoplophora invisitata
Mesoplophora invisitata är en kvalsterart som beskrevs av Wojciech Niedbała 1983. Mesoplophora invisitata ingår i släktet Mesoplophora och familjen Mesoplophoridae. Inga underarter finns listade i Catalogue of Life.